# Kopań (West-Pommeren)
Kopań (Duits Kopahn) is een plaats in het Poolse district  Sławieński, woiwodschap West-Pommeren. De plaats maakt deel uit van de gemeente Darłowo en telt 132 inwoners.